# Märgbin
Märgbin (Ceratina) är ett släkte av bin som ingår i familjen långtungebin.

## Beskrivning och ekologi
Arterna i släktet är små till mycket små bin, med en kroppslängd som inte överskrider 8 mm. Färgen är ofta svart eller blåaktig, vanligen med vita eller gulaktiga markeringar på huvudets främre del. Honorna övervintrar i märgen på brutna eller på annat sätt skadade växter. Till våren utvidgar de gömslet till en larvkammare, som de delar upp i celler med hjälp av tuggat växtmaterial. Varje cell rymmer ett ägg med näring i form av nektar och pollen. Den översta cellen använder honan som viloplats; det antas att hon också försvarar boet mot inkräktare.

## Utbredning
Släktet finns i alla världsdelar utom Antarktis, men är inte vanligt i Australien.

## Arter i Sverige och Finland
Arten Cyanmärgbi (Ceratina cyanea) finns i Sverige, där det är klassificerat som livskraftigt (LC). Släktet förekommer inte i Finland.

## Artlista
Dottertaxa till märgbin, i alfabetisk ordning

- Ceratina abdominalis
- Ceratina acantha
- Ceratina accusator
- Ceratina acuta
- Ceratina aeneiceps
- Ceratina aenescens
- Ceratina aereola
- Ceratina ahngeri
- Ceratina alberti
- Ceratina albopicta
- Ceratina albosticta
- Ceratina alexandrae
- Ceratina aliceae
- Ceratina allodapoides
- Ceratina aloes
- Ceratina apacheorum
- Ceratina arabiae
- Ceratina arizonensis
- Ceratina armata
- Ceratina aspera
- Ceratina asunciana
- Ceratina asuncionis
- Ceratina atopura
- Ceratina atra
- Ceratina atrata
- Ceratina augochloroides
- Ceratina auriviridis
- Ceratina australensis
- Ceratina azteca
- Ceratina azurea
- Ceratina bakeri
- Ceratina ballotae
- Ceratina barbarae
- Ceratina beata
- Ceratina belizensis
- Ceratina benguetensis
- Ceratina bhawani
- Ceratina bicolorata
- Ceratina bicuneata
- Ceratina biguttulata
- Ceratina bilobata
- Ceratina binghami
- Ceratina bipes
- Ceratina bispinosa
- Ceratina boninensis
- Ceratina bowringi
- Ceratina braunsi
- Ceratina braunsiana
- Ceratina breviceps
- Ceratina bryanti
- Ceratina buscki
- Ceratina calcarata
- Ceratina callosa
- Ceratina canarensis
- Ceratina capitosa
- Ceratina carinifrons
- Ceratina catamarcensis
- Ceratina chalcea
- Ceratina chalcites
- Ceratina chalybea
- Ceratina chinensis
- Ceratina chloris
- Ceratina christellae
- Ceratina chrysocephala
- Ceratina chrysomalla
- Ceratina citrinifrons
- Ceratina citriphila
- Ceratina cladura
- Ceratina claripennis
- Ceratina cobaltina
- Ceratina cockerelli
- Ceratina cognata
- Ceratina collusor
- Ceratina combinata
- Ceratina compacta
- Ceratina congoensis
- Ceratina coptica
- Ceratina corinna
- Ceratina correntina
- Ceratina cosmiocephala
- Ceratina crassiceps
- Ceratina crewi
- Ceratina cucurbitina
- Ceratina cupreiventris
- Ceratina cuprifrons
- Ceratina cyanea – Cyanmärgbi
- Ceratina cyanicollis
- Ceratina cyaniventris
- Ceratina cyanura
- Ceratina cypriaca
- Ceratina dallatorreana
- Ceratina dalyi
- Ceratina daressalamica
- Ceratina darwini
- Ceratina demotica
- Ceratina denesi
- Ceratina dentipes
- Ceratina dentiventris
- Ceratina diligens
- Ceratina diloloensis
- Ceratina dimidiata
- Ceratina diodonta
- Ceratina duckei
- Ceratina dupla
- Ceratina eburneopicta
- Ceratina ecuadoria
- Ceratina egeria
- Ceratina electron
- Ceratina elisabethae
- Ceratina emeiensis
- Ceratina emigrata
- Ceratina ericia
- Ceratina esakii
- Ceratina excavata
- Ceratina eximia
- Ceratina fastigiata
- Ceratina ferghanica
- Ceratina flavipes
- Ceratina flavolateralis
- Ceratina flavopicta
- Ceratina flavovaria
- Ceratina foveifera
- Ceratina fuliginosa
- Ceratina fulvitarsis
- Ceratina fulvofasciata
- Ceratina fumipennis
- Ceratina glossata
- Ceratina gnoma
- Ceratina gomphrenae
- Ceratina gossypii
- Ceratina gravidula
- Ceratina guarnacciana
- Ceratina guineae
- Ceratina hakkarica
- Ceratina haladai
- Ceratina hexae
- Ceratina hieratica
- Ceratina hieroglyphica
- Ceratina huberi
- Ceratina humilior
- Ceratina hurdi
- Ceratina ignara
- Ceratina immaculata
- Ceratina incognita
- Ceratina indica
- Ceratina inermis
- Ceratina ino
- Ceratina interrupta
- Ceratina itzarum
- Ceratina iwatai
- Ceratina jacobsoni
- Ceratina japonica
- Ceratina jejuensis
- Ceratina kosemponis
- Ceratina kraussi
- Ceratina labrosa
- Ceratina laevifrons
- Ceratina laeviuscula
- Ceratina langenburgiae
- Ceratina langi
- Ceratina lativentris
- Ceratina lehmanni
- Ceratina liberica
- Ceratina lieftincki
- Ceratina liliputana
- Ceratina lineola
- Ceratina litoraria
- Ceratina loa
- Ceratina loewi
- Ceratina longiceps
- Ceratina loquata
- Ceratina lucidula
- Ceratina lucifera
- Ceratina ludwigsi
- Ceratina lunata
- Ceratina maai
- Ceratina macrocephala
- Ceratina maculifrons
- Ceratina madecassa
- Ceratina maghrebensis
- Ceratina malindiae
- Ceratina mandibularis
- Ceratina manni
- Ceratina marginata
- Ceratina mariannensis
- Ceratina mauritanica
- Ceratina megastigmata
- Ceratina melanochroa
- Ceratina melanoptera
- Ceratina metaria
- Ceratina mexicana
- Ceratina micheneri
- Ceratina minima
- Ceratina minuta
- Ceratina mocsaryi
- Ceratina moderata
- Ceratina moerenhouti
- Ceratina montana
- Ceratina morawitzi
- Ceratina moricei
- Ceratina morrensis
- Ceratina muelleri
- Ceratina muscatella
- Ceratina namibensis
- Ceratina nanula
- Ceratina nasalis
- Ceratina nasiinsignita
- Ceratina nativitatis
- Ceratina nautlana
- Ceratina neocallosa
- Ceratina neomexicana
- Ceratina nigerrima
- Ceratina nigra
- Ceratina nigriceps
- Ceratina nigrita
- Ceratina nigritula
- Ceratina nigriventris
- Ceratina nigroaenea
- Ceratina nigrolabiata
- Ceratina nigrolateralis
- Ceratina nilotica
- Ceratina nitidella
- Ceratina nyassensis
- Ceratina obtusicauda
- Ceratina okinawana
- Ceratina opaca
- Ceratina oxalidis
- Ceratina pacifica
- Ceratina pacis
- Ceratina palauensis
- Ceratina papuana
- Ceratina paraguayensis
- Ceratina parignara
- Ceratina parvula
- Ceratina paulyi
- Ceratina pembana
- Ceratina penicillata
- Ceratina penicilligera
- Ceratina perforatrix
- Ceratina perpolita
- Ceratina personata
- Ceratina picta
- Ceratina pictifrons
- Ceratina piracicabana
- Ceratina placida
- Ceratina polita
- Ceratina politifrons
- Ceratina popovi
- Ceratina propinqua
- Ceratina pubescens
- Ceratina pulchripes
- Ceratina punctigena
- Ceratina punctiventris
- Ceratina punctulata
- Ceratina quadripunctata
- Ceratina quinquemaculata
- Ceratina rasmonti
- Ceratina rectangulifera
- Ceratina regalis
- Ceratina rhodura
- Ceratina richardsoniae
- Ceratina ridleyi
- Ceratina roseoviridis
- Ceratina rossi
- Ceratina rothschildiana
- Ceratina rotundiceps
- Ceratina rufigastra
- Ceratina rufipes
- Ceratina rugifrons
- Ceratina rugosissima
- Ceratina rupestris
- Ceratina ruwenzorica
- Ceratina sakagamii
- Ceratina samburuensis
- Ceratina satoi
- Ceratina saundersi
- Ceratina sauteri
- Ceratina schwarzi
- Ceratina schwarziana
- Ceratina sclerops
- Ceratina sculpturata
- Ceratina senegalensis
- Ceratina sequoiae
- Ceratina sericea
- Ceratina shinnersi
- Ceratina simillima
- Ceratina smaragdula
- Ceratina speculifrons
- Ceratina speculina
- Ceratina spilota
- Ceratina stilbonota
- Ceratina strenua
- Ceratina stuckenbergi
- Ceratina subquadrata
- Ceratina subscintilla
- Ceratina tabescens
- Ceratina taborae
- Ceratina takasagona
- Ceratina tanganyicensis
- Ceratina tantilla
- Ceratina tarsata
- Ceratina tehuacana
- Ceratina tejonensis
- Ceratina tenkeana
- Ceratina teunisseni
- Ceratina texana
- Ceratina tibialis
- Ceratina timberlakei
- Ceratina titusi
- Ceratina triangulifera
- Ceratina tricolor
- Ceratina trimaculata
- Ceratina tropica
- Ceratina tropidura
- Ceratina truncata
- Ceratina turgida
- Ceratina unicolor
- Ceratina unimaculata
- Ceratina wagneri
- Ceratina waini
- Ceratina warnckei
- Ceratina vechti
- Ceratina verhoeffi
- Ceratina vernoniae
- Ceratina whiteheadi
- Ceratina virescens
- Ceratina viridicincta
- Ceratina viridifrons
- Ceratina viridis
- Ceratina xanthocera
- Ceratina xanthostoma
- Ceratina yasumatsui
- Ceratina yucatanica
- Ceratina zandeni
- Ceratina zebra
- Ceratina zeteki
- Ceratina zwakhalsi